# تيم فوستر (مجدف)
تيم فوستر (بالإنجليزية: Tim Foster)‏ هو مجدف بريطاني، ولد في 19 يناير 1970 في بيدفورد في المملكة المتحدة.

## وصلات خارجية
- تيم فوستر على موقع الاتحاد الدولي للتجديف (الإنجليزية)
- تيم فوستر على موقع اللجنة الأولمبية الدولية (الإنجليزية)
- تيم فوستر على موقع أوليمبيديا (الإنجليزية)
- تيم فوستر على موقع اللجنة الأولمبية البريطانية (الإنجليزية)